# Marlos Nobre
Marlos Nobre, född 18 februari 1939 i Recife i Pernambuco, död 2 december 2024 i Rio de Janeiro, var en brasiliansk kompositör.

## Biografi
Nobre studerade pianospel och musikteori vid Musikkonservatoriet i Pernambuco 1948–1959, och komposition för H. J. Koellreutter och Camargo Guarnieri. Med ett stipendium från Rockefeller Foundation, fortsatte han avancerade studier på det latinamerikanska Centret i Buenos Aires. Han arbetade också med Alexander Goehr och Gunther Schuller på Berkshire Music Center i Tanglewood 1969, där han träffade Leonard Bernstein. Samma år studerade han elektronisk musik vid Columbia-Princeton Electronic Music Center i New York.
Nobre har varit gästprofessor vid Yale University, universiteten i Indiana, Arizona och Oklahoma och Juilliard School. Han var chefsdirigent för Radio MEC och National Symphony Orchestra 1971–1976, förste direktör för National Institute of Music vid FUNARTE 1976–1979, och ordföranden för den brasilianska Academy of Music. Han var också ordförande i International Music Council of Unesco.
Nobre var huskompositör på Brahms-Haus i Baden-Baden, inbjuden av Brahmssällskapet i Tyskland 1980–1981 och hade ett Guggenheim Fellowship 1985–1986. Han var också gästkompositör vid University of Georgia och Texas Christian University. 
År 2000 erhöll han den högsta akademiska utmärkelsen vid Texas Christian University, "Cecil and Ida Geen Honors Professor" och från Indiana University, "Thomas Hart Benton Medallion".
Nobre är verksam som pianist och dirigent och lett och framträtt med flera orkestrar såsom Suisse Romande Orchestra, Genève, Collegium Academicum, Schweiz, Buenos Aires Philharmonic Orchestra på Teatro Colón, Sodré Orchestra Montevideo, Uruguay, samt nationella orkestrar i Portugal, Spanien, Mexiko, Venezuela, Peru, Guatemala och alla brasilianska Orchestra - Royal Philharmonic Orchestra, London, Philharmonic in Nice, Frankrike.
Han är för närvarande ordförande i National Music Committee IMC / Unesco, direktör för Contemporary Music Program på Radio MEC-FM i Brasilien samt ordförande för "Jeunesses Musicales" och för Musica Nova Editions i Brasilien.

## Priser och utmärkelser
Nobre har vunnit ett antal kompositörstävlingar, som
- Music and Musicians of Brazil, Rio de Janeiro (1960)
- Broadcasting Music Inc. Award, New York, USA (1961)
- The Brazilian Song Contest, Rio de Janeiro (1962)
- Ernesto Nazareth National Competition, Brazilian Academy of Music, Rio de Janeiro (1963)
- National Composers Contest, Federal University of Rio de Janeiro (1963)
- Torcuato Di Tella Award, Buenos Aires (1963)
- City of Santos Contest, São Paulo (1966)
- The UNESCO Prize, Paris (1974)
- The I TRIMALCA/UNESCO Prize, Colombia (1979)
- VI Premio Iberoamerican de la Música "Tomás Luís de Victoria", (2005).

Han har också tilldelats följande utmärkelser:
- Cultural Merit Gold Medal of Pernambuco (1978)
- Great Official of the Order of Merit of Brasília (1988)
- Official of the Order of Rio Branco of the Itamaraty, Brasilien (1989)
- Officer av Arts et Lettres-orden, Frankrike (1994)
- Gold Medal of Merit of the Joaquim Nabuco Foundation of Pernambuco (1999).